# Bengáli varánusz
A bengáli varánusz (Varanus bengalensis) a hüllők (Reptilia) osztályába, a pikkelyes hüllők (Squamata) rendjébe, ezen belül a gyíkok (Sauria) alrendjébe és a varánuszfélék (Varanidae) családjához tartozó, dél-ázsiai elterjedésű állatfaj.

## Elterjedése
Dél-Ázsia nagy részén előfordul a magas hegységektől délre, Irán délkeleti partvidékétől egészen az Indonéziához tartozó Jáva szigetéig találkozni vele. A legkülönbözőbb élőhelyekhez alkalmazkodott: sivatagokban, füves pusztákon, bozótosokban, erdőkben és mezőgazdasági területeken egyaránt megél, legfeljebb 1500 méteres tengerszint feletti magasságig.

## Alfajai
A nemzetközi tudományos közösség berkeiben többnyire két alfaját különítik el:
- Varanus bengalensis bengalensis (Daudin, 1802)
- Varanus bengalensis nebulosus (Gray, 1831)

## Természetvédelmi helyzete
Széles körben elterjedt és számos különféle élőhelytípushoz alkalmazkodott, a Természetvédelmi Világszövetség értékelése szerint mérsékelten fenyegetett. Helyenként bőréért, húsáért és gyógyászatban használt zsírjáért vadásszák, és a rovarirtó szerek is felhalmozódhatnak a szervezetében. Szerepel a CITES I. függelékében.